# Phyllomyza aelleni
Phyllomyza aelleni är en tvåvingeart som beskrevs av Papp 1984. Phyllomyza aelleni ingår i släktet Phyllomyza och familjen sprickflugor.
Artens utbredningsområde är Sri Lanka. Inga underarter finns listade i Catalogue of Life.